# وليام تريون
وليام تريون (27 يناير 1788 8 يونيو 1729) هو ضابط بريطاني برتبة فريق أول ومسؤول استعماري شغل منصب حاكم ولاية نيويورك التاسع والثلاثين وكان ما بين 1771-1780، ولي المنصب بعد أن شغل منصب الحاكم الثامن لولاية كارولاينا الشمالية من 1765 إلى 1771.

## الحياة السابقة
وُلد تريون في 8 يونيو 1729 في نوربوري بارك، ساري، إنجلترا، ابن تشارلز تريون والسيدة ماري شيرلي. كان جده لأمه إيرل فيريرز. في عام 1751، دخل تريون الجيش كملازم في الفوج الأول لحراس المشاة وتم ترقيته إلى رتبة نقيب في وقت لاحق من ذلك العام. في عام 1758، تمت ترقية تريون إلى رتبة عقيد.

## المهنة

### الوظيفة المبكرة
في عام 1751، التحق تريون بالجيش كملازم في الفوج الأول لحرس المشاة وتم ترقيته إلى رتبة نقيب في وقت لاحق من ذلك العام. كان لديه ابنة من زوجته ماري ستانتون، التي لم يتزوج قط. في عام 1757، تزوج من مارغريت ويك، وريثة لندن مع مهر قدره 30,000 جنيه. كان والدها، وليام ويك، حاكم شركة الهند الشرقية في بومباي، الذي توفي على متن سفينة قبالة رأس الرجاء الصالح. في عام 1758، تمت ترقية تريون إلى رتبة مقدم. كانت مارغريت فيما بعد تحمل اسم مقاطعة ويك بولاية نورث كارولينا، حيث يقع رالي بولاية نورث كارولينا.

### حرب سبع سنوات
شارك تريون خلال حرب السنوات السبع، وعندما هبط الفوج المحارب في شيربورغ دمروا جميع مرافق الحربية. عادوا إلى سان مالو حيث تمت العملية بسلاسة حتى الانسحاب، عندما تعرضوا لنيران كثيفة من الفرنسيين في معركة القديس كاست، جرح تريون في الفخذ والرأس.

### حاكم ولاية كارولينا الشمالية
في 26 أبريل 1764، من خلال التواصل العائلية، حصل تريون على منصب نائب حاكم مقاطعة كارولينا الشمالية. في أوائل أوكتوبر وصل إلى ولاية كارولينا الشمالية مع عائلته، بما في ذلك ابنته الصغيرة، وكان معهم المهندس المعماري جون هوكس، فوجد المحافظ السابق آرثر دوبس لم يغادر الولاية. فقال إنه لن يغادر حتى مايو.  وجد تريون نفسه بلا دخل مالي (رغم أنه كان الملازم أول).
في عام 1765، تم تجديد منزل يُدعى راسلبرو على نهر كيب فير بالقرب من بلدة برونزويك، ليكون بمثابة مقر إقامة تريون أثناء قيامه بدور حاكم للولاية. تولى تريون منصبه الحاكم بالنيابة عندما توفي دوبس في 28 مارس 1765. في 10 يوليو، قام الملك بترقية تريون إلى رتبة الحاكم.
بعد تولي منصب الحاكم لولاية كارولينا الشمالية، عمل تريون على توسيع كنيسة إنجلترا في والولاية. كان هناك خمسة أعضاء فقط من رجال الدين الأنجليكانيين في ولاية كارولينا الشمالية في ذلك الوقت. دفع تريون لإكمال مشاريع البناء المهجورة للكنائس الأنجليكانية في برونزويك تاون، ويلمنجتون، إيدنتون، ونيو برن. عين تريون أعضاء من رجال الدين لهذه الكنائس وشجعوا على بناء كنائس جديدة، خاصة في المناطق الريفية.
كانت هناك معارضة قوية في ولاية كارولينا الشمالية لقانون الطابع لعام 1765. عندما انعقد مؤتمر قانون الطوابع، لم يكن المجلس الاستعماري في الجلسة، وبالتالي لم يتم اختيار المندوبين للحضور. رفض تريون السماح باجتماعات الجمعية في الفترة من 18 مايو 1765 إلى 3 نوفمبر 1766 لمنع الجمعية من إصدار قرار مخالف لقانون الطوابع.
وقال تريون إنه كان شخصياً يعارض قانون الطابع وأنه عرض دفع الضرائب على جميع الأوراق المختومة التي كان يحق له الحصول عليها. طلب تريون من القوات تطبيق القانون، لكن بدلاً من ذلك أُبلغ في 25 يونيو 1766 بأنه تم إلغاء هذا الفعل.
قام تريون بتأليف خطط لوضع قصر الحاكم، والذي سيكون أيضًا بمثابة موقع مركزي للأعمال الحكومية؛ كان يعمل مع هوكس خلال عامي 1764 و 1765 لوضع مخطط للمنزل.   في ديسمبر 1766، أجاز المجلس التشريعي لولاية كارولينا الشمالية مبلغ 5000 جنيه إسترليني لبناء قصر تريون. أخبر تريون المشرع أن المبلغ لم يكن كبيرًا بما يكفي للمخطط الذي وضعه هو وهوك. حيث أوضح بأنه لن يكلف بناؤها «بأبسط الطرق» ما لا يقل عن 10,000 جنيه إسترليني دون تضمين المباني الخارجية التي تصورها.
وافق هوك على الإشراف على البناء لمدة ثلاث سنوات وذهب إلى فيلادلفيا بناءً على طلب من شركة تريون لتوظيف العمال؛ وقال تريون إن عمال كارولينا الشمالية الأصليين لا يعرفون كيفية بناء مثل هذا المبنى. تمكن تريون من إقناع الهيئة التشريعية بزيادة الضرائب للمساعدة في دفع تكاليف المشروع.  أدى عدم الرضا الشعبي للضرائب الجديدة إلى تلقيبها بالاسم المستعار المهين وهو «قصر تريون». في عام 1770، انتقل تريون إلى القصر المكتمل البناء.  كان المنزل «نصبًا من الفخامة والأناقة الاستثنائية في المستعمرات الأمريكية».
على الرغم من أنه حقق بعض التحسينات الملحوظة في المستعمرة، مثل إنشاء خدمة بريدية في عام 1769، إلا أن تريون معروف بشكل كبير لقمع حركة المنظم في غرب ولاية كارولينا الشمالية خلال الفترة من 1768 إلى 1771. كانت الانتفاضة ناجمة جزئياً عن الضرائب المفروضة لدفع ثمن قصر تريون في نيو بيرن (الذي جعلها تريون عاصمة المقاطعة) وجزئياً بسبب إساءة استخدام الضرائب والاحتيال من قبل المسؤولين الغربيين.  وصلت الأمور إلى ذروتها في مايو 1771، عندما هزمت الميليشيات الاستعمارية 2000 منظم في معركة ألامانس. 
بعد المعركة، أمر تريون بإعدام سبعة من المنظمين كما يزعم، وأدانهم القاضي ريتشارد هندرسون. واتهم معظم الرجال بانتهاك قانون مكافحة الشغب، والذي أدى إلى ارتكاب جريمة من قبل الجمعية العامة. ومن بين الأشخاص الذين أُعدموا جيمس فو، بنجامين ميريل، وإنوخ بوغ، وروبرت ماتير، و «الكابتن» روبرت ميسر، واثنان آخران.
تم العفو عن ستة من المنظمين مدانين من قبل الملك جورج الثالث، والذي أصدره تريون. ينظر بعض المؤرخين إلى انتفاضة المنظم باعتبارها مقدمة للثورة الأمريكية. ثم قام تريون برفع الضرائب مرة أخرى لدفع ثمن حملة المليشيا ضد المنظمين. 
انتهت مدة حاكم تريون، وغادر ولاية كارولينا الشمالية في 30 يونيو 1771. أعيد بناء قصر تريون في الخمسينيات باستخدام المخططات المعمارية الأصلية التي رسمها جون هوكس.

### حاكم نيويورك
في 8 يوليو 1771، وصل تريون إلى مقاطعة نيويورك وأصبح حاكمها. في عامي 1771 و 1772 كان ناجحًا في الحصول على الأموال الجمعية واشنخدامها لغرض تجميع القوات البريطانية، وفي تاريخ 18 مارس 1772 استخدم الأموال لإعداد الميليشيا العسكرية. كما تم تخصيص الأموال لإعادة بناء دفاعات مدينة نيويورك.
في عام 1772، كانت المعارضة في نيويورك قوية ضد قانون الشاي. في ديسمبر، «أقنع أبناء الحرية» وكلاء الشاي بالاستقالة. اقترح تريون انزال الشاي في نيويورك وتخزينه في فورت جورج. عارض أبناء الحرية وقال ألكسندر مكدوغال «إمنعوا الإنزال، وقتلوا الحاكم وكل أعضاء المجلس». عندما وصلت أخبار حفلة شاي بوسطن في 22 ديسمبر، تخلى تريون عن محاولة الإنزال الشاي إلى الشاطئ. وأخبر لندن أنه يمكن إحضار الشاي إلى الشاطئ «فقط تحت حماية النبادقة بالحربة، وكمامة المدفع، وحتى ذلك الحين لا أرى كيف يمكن أن يحدث الاستهلاك». في عام 1774، ألقى سكان نيويورك شحنة الشاي الخاصة بهم في الميناء.
في 29 ديسمبر 1773 تم تدمير قصر الحاكم وجميع محتوياته بالنيران. خصصت جمعية نيويورك خمسة آلاف جنيه لإتمام خسائره.

### الحرب الثورية الأمريكية
في 7 أبريل 1774، غادر تريون في رحلة إلى إنجلترا. كان كادوالادر كولدن حاكم نيويورك بالنيابة في غياب تريون. عاد إلى نيويورك في 25 يونيو 1775 بعد أن بدأت الحرب الثورية الأمريكية. عاد إسحاق سيرز في يوليو من الكونغرس وأصدى بأوامر وضع تريون قيد الاعتقال، لكن جورج واشنطن أمر فيليب سكايلر، القائد في نيويورك، بأن يغادر تريون بمفرده. في 19 أكتوبر عام 1775، أُجبر تريون اللجوء في ميناء نيويورك. بعد ذلك، أنشأ مقرًا خارجيًا على متن سفينة تجارية  وفي عام 1776، قام بحل التجمع ودعا إلى انتخابات جديدة في فبراير. أعدت الجمعية الجديدة من أجل الاستقلال، لذلك حلها تريون. خلال ربيع وصيف عام 1776، تآمر ديفيد ماثيوز رئيس بلدية مدينة نيويورك في مؤامرة فاشلة لاختطاف الجنرال جورج واشنطن واغتيال كبار ضباطه. تورط أحد حراس واشنطن الشخصيين، توماس هيكي، في هذه المؤامرة. أثناء وجود هيكي في السجن (بتهمة تهريب أموالاً مزيفة)، تباهى أمام زميله إسحاق كيتشام بشأن مؤامرة الخطف. وكشف كيتشام ذلك للسلطات في محاولة لكسب حريته. حُكم هيكي محاكمة عسكرية، وتم شنقه من أجل التمرد في 28 يونيو 1776. في يونيو، وصل الأدميرال هاو إلى مدينة نيويورك مع الجيش البريطاني. وضع هاو نيويورك تحت الأحكام العرفية مع جيمس روبرتسون كقائد عسكري. واحتفظ تريون بلقبه كحاكم لنيويورك، لكن بدون سلطة تذكر. في أوائل عام 1777، حصل تريون على رتبة جنرال في المحافظات. في أبريل / نيسان، أُمر بغزو كونيتيكت في مسيرة بمدينة دانبري لتدمير ترسانة هناك. أسس تريون مقره في منزل الموالين المسمى جوزيف ديبل، في الطرف الجنوبي من القرية، ناهيك بأن جميع المنازل الأخرى في القرية تمتلئ بالقوات البريطانية في الليل.
اشتبك تريون وهزم قوات باتريوت تحت قيادة الجنرال ديفيد ووستر وبنيديكت أرنولد في معركة ريدجفيلد عند محاولة العودة إلى أسطول الغزو الراسخ في ويستبورت. في مايو 1778 حصل على رتبة جنرال في الجيش البريطاني، وهو في أمريكا فقط، وأصبح القائد البريطاني للقوات البريطانية في لونغ آيلاند.
كان تريون قد دافع منذ فترة طويلة عن شن هجمات على أهداف مدنية، لكن كلينتون رفضت مقترحات تريون. في يوليو 1779، قاد تريون سلسلة من الغارات على ساحل كونيتيكت، حيث هاجم مناطق الثوار، حيث أحرق ونهب معظم مناطق فايرفيلد ونوروولك. كانت غارات تريون تهدف إلى سحب القوات الأمريكية من الدفاع عن وادي هدسون. وعلى الرغم من ضغوط الحاكم جوناثان ترمبل، لم ينقل جورج واشنطن قواته. أدان الأمريكيون تريون لأنه شن الحرب على «النساء والأطفال»، وكان القائد البريطاني كلينتون يشعر بالسخط إزاء عدم التزام تريون بأوامره. وجد تريون موافقة على سلوكه من اللورد جورج جيرمان، لكن كلينتون رفضت إعطاء تريون أي أوامر مهمة أخرى.

## الحياة في وقت لاحق
في سبتمبر 1780، عاد تريون إلى منزله في لندن - إنجلترا. قام بإدارة شؤون فوجه السبعين على الأقدام الذي لا يزال في المستعمرات وأعطى توجيهات عام 1783 لإعادة الفوج إلى إنجلترا لفض البرلمان. وفي عام 1782 تمت ترقيته إلى ملازم أول. في عام 1784، أصبح كولونيل من الفوج 29 على الأقدام، التي كانت متمركزة في كندا.
توفي في منزله في لندن بتاريخ 27 يناير 1788 ودفن في كنيسة سانت ماري، تويكنهام، ميدلسكس، في إنجلترا.

### الزواج والاطفال

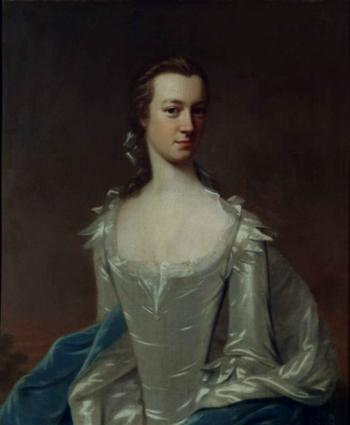
مارجريت ويك

كان لدى تريون ابنة ماري ستانتون، ولم يتزوجها قط. في عام 1757، تزوج مارغريت ويك، وريثة لندن بمهر قدره 30 ألف جنيه. كان والدها، ويليام، حاكم شركة الهند الشرقية في بومباي من 1742 إلى 1750، وتوفي على متن سفينة قبالة رأس الرجاء الصالح في رحلة العودة إلى الوطن. سميت مارجريت فيما بعد باسم مقاطعة ويك، حيث تقع رالي.

### الموت وبعده
توفي تريون في منزله بلندن في 27 يناير 1788 ودُفن في كنيسة سانت ماري، تويكنهام، ميدلسكس، إنجلترا.
تم وصف سياسات تريون أثناء الثورة الأمريكية بأنها وحشية بوحشية من قبل أشخاص على جانبي الصراع. على الرغم من وصفه بأنه إداري لبق وكفء قام بتحسين الخدمة البريدية الاستعمارية، إلا أنه أصبح غير محبوب في البداية لأنه أطاع تعليمات رؤسائه قبل الحرب ثم عصى هم أثناء الحرب من خلال كونه شديد القسوة في سلوكه الحرب على الأرض المحايدة في نيويورك.

## ميراث
وصفت سياسات تريون خلال الثورة الأمريكية بأنها وحشية من قبل أشخاص على جانبي الصراع. على الرغم من أنه قد تم وصفه كمسؤول ماهر وبارع قام بتحسين الخدمة البريدية الاستعمارية،  أصبح تريون غير محبوبًا لأنه أطاع تعليمات رؤسائه قبل الحرب وعصى هم أثناء الحرب من خلال قوته المفرطة في إدارة الحرب في الأرض المحايدة في نيويورك. على سبيل المثال، يلاحظ المؤرخ توماس ب. ألين ص.202 من كتابه «حكايات أن» حرب تريون صدمت العديد من الضباط البريطانيين وغضب الوطنيين. وفقًا لما قاله ألن، اتهم جوزيف غالاوي (أحد زعماء حزب المحافظين البارزين والموالين البريطانيين) بالتسامح حتى في الاغتصاب. وقال غالاوي إن «النهب العشوائي والمفرط» شهده «الآلاف داخل الخطوط البريطانية». وفي «تحقيق رسمي»، مدعوم بشهادات، قال: «يبدو أنه لم يتم ارتكاب ما لا يقل عن 23 [اغتصاب] في أحد الأحياء في نيوجيرسي؛ بعضهم على نساء متزوجات، وبحضور أزواجهن الضعفاء. وغيرهم من البنات، في حين كان الآباء غير السعداء، بالدموع والبكاء اللامبالغين، لا يمكن أن يستنكروا سوى الوحشية ثم الوحشية». وبالمثل، في مدينة نيويورك، اتهم المواطنون والضباط أبناء إقليم هيسن والجنود البريطانيون والموالين بسرقة المنازل واغتصاب النساء وقتل المدنيين.

## النصب التذكارية

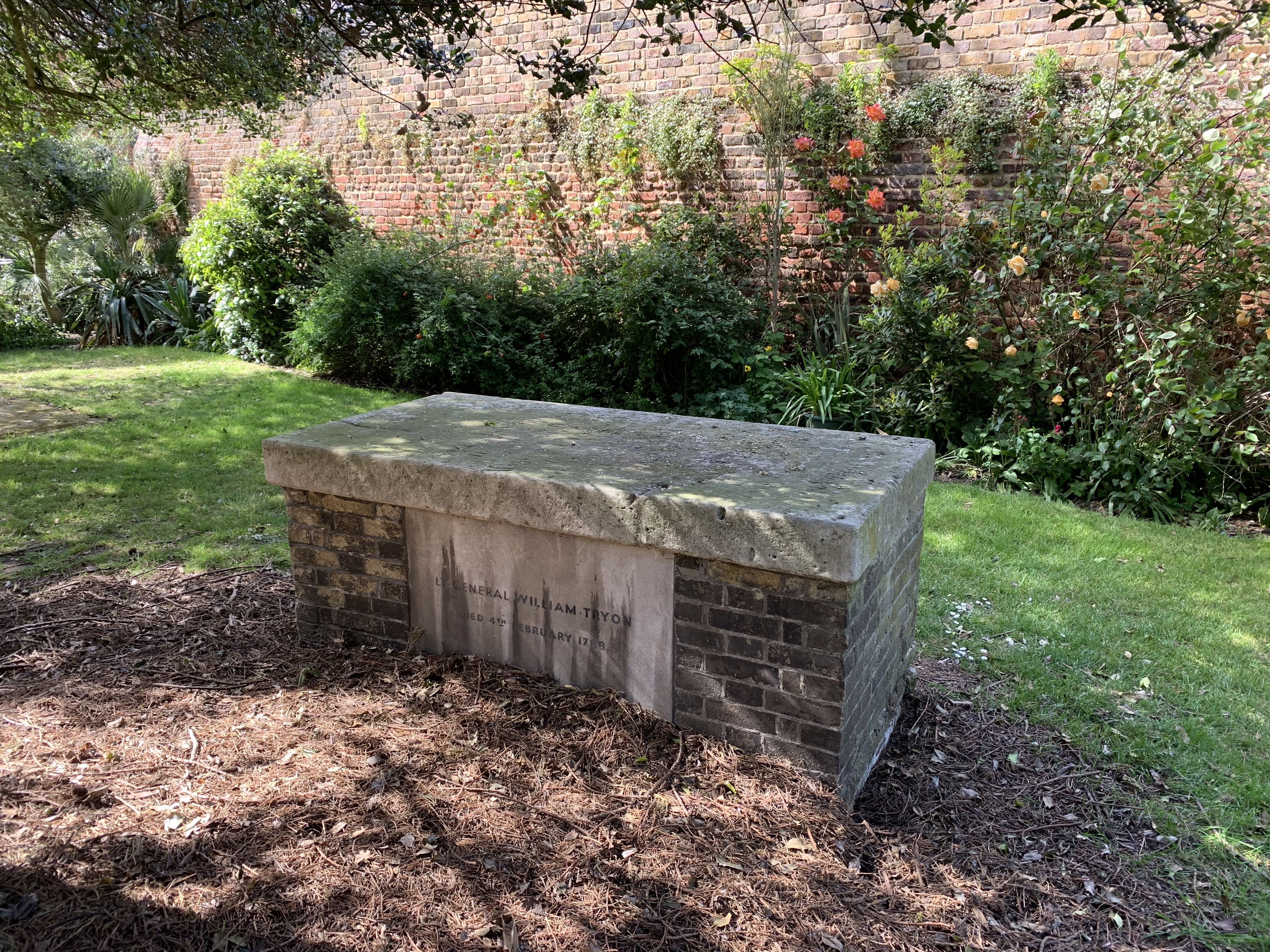
قبر تريون في كنيسة سانت ماري ، تويكنهام ، ميدلسكس ، إنجلترا

أعطى الشيروكيون تريون اسم «الذئب» لمعاملاته في وضع حدود لهم في الجزء الغربي من المستعمرة. 
- تم تسمية كل من مقاطعة تريون، نيويورك ومقاطعة تريون، كارولينا الشمالية له (على الرغم من إعادة تسميته لاحقًا)
- مدينة تريون بولاية كارولينا الشمالية
- قصر تريون في نيو برن بولاية نورث كارولينا
- تريون جزيرة الأمير إدوارد
- نادي هواة راديو تريون، [10] سميت باسم مقاطعة تريون في نيويورك، ويقع هذا النادي في جونستاون ، نيويورك، الآن مقاطعة فولتون.
- لا يزال اسمه محفوظًا في فورت تريون بارك في مانهاتن في مدينة نيويورك، التي احتلها البريطانيون خلال معظم الثورة الأمريكية.
- بقي اسم تريون لسنوات عديدة في شارع نيويورك، تريون رو، الذي كان يمتد بين سنتر ستريت وبارك رو في مانهاتن السفلى. كان تريون رو موقعًا لمدرسة New York Free School رقم 1، في زاوية شارع Chatham ، التي كانت واحدة من أولى المدارس العامة في المدينة، في أوائل القرن التاسع عشر. يحتل مسار الشارع الآن الرصيف والحدائق جنوب مبنى مانهاتن المحلي.[11]
- شارع تريون في قسم نوروود في برونكس
- تريون هيلز هو حي بارز في شارلوت بولاية نورث كارولينا. شارع تريون هو شارع رئيسي في تلك المدينة
- طريق تريون في رالي كارولينا الشمالية (في مقاطعة ويك، سميت باسم زوجة تريون مارغريت ويك)
- شارع تريون في برلنجتون ، كارولينا الشمالية
- شارع تريون في هيلزبورو ، كارولينا الشمالية
- شارع تريون في ألباني ، نيويورك
- شارع تريون في جنوب غلاستونبري، كونيتيكت الذي يسافر على طول ضفاف نهر كونيتيكت . تم عرض مزارع تريون المجاورة في تقويم Glastonbury السنوي لعام 2007. سارة جين تريون بيتس هي مالك الأرض، وكذلك عمها؛ تشارلز تريون. يعود تاريخ العديد من المنازل في شارع تريون إلى هذه الفترة، وفي الواقع تستوعب أثاث هذه الحقبة، التي أنتجها صانع الأثاث آيزاك تريون، منذ حوالي 1772.
- ديفيد ماثيوز، العمدة السابق لمدينة نيويورك في عهد البريطانيين وأثناء فترة حكم تريون في نيويورك، عين ابنه ويليام تريون ماثيوز.

## روابط خارجية
- "مادة وليام تريون في الأرشيف الوطني البريطاني".
- قصر تريون (نيو برن، نورث كارولينا)
- وليام تريون في carolana.com
- وليام تريون على موقع فايند أغريف
- ويليام تريون في قاعدة بيانات العلامات التاريخية (HMdb.org)
- وليام تريون في NCpedia (ncpedia.org)
- وليام تريون في مشروع تاريخ ولاية كارولينا الشمالية (northcarolinahistory.org)
- يعمل عن طريق أو عن وليام تريون
- يعمل بواسطة أو حول William Tryon